# کاپائو آلتو
کاپائو آلتو (به پرتغالی: Capão Alto) یک منطقهٔ مسکونی در برزیل است که در سانتا کاتارینا واقع شده‌است. کاپائو آلتو ۲٬۴۹۶ نفر جمعیت دارد.